# Harry Knowles
Harry Jay Knowles (nascut l'11 de desembre de 1971) és un antic crític i escriptor de cinema nord-americà conegut pel seu lloc web Ain't It Cool News (AICN). Knowles va ser membre de l'Associació de Crítics de Cinema d'Austin fins que va ser destituït el setembre de 2017 "per una majoria substancial de vots" de l'organització després de les acusacions d'agressió sexual.

## Primers anys
Harry Jay Knowles va néixer a Austin, Texas, fill de Jarrell Jay Knowles i Helen Jane (Harrison) Knowles, que es van casar el 19 de setembre de 1970 a Austin. Els seus pares es van establir llavors a Austin. Els pares de Knowles es van separar el 1983 i es van divorciar el 12 de març de 1984; la seva mare va rebre la custòdia d'ell i de la seva germana petita Dannie. Els nens van viure posteriorment amb la seva mare al ranxo de la seva família, el ranxo Portwood a Seymour, Texas. Altres activitats de Knowles incloïen els Boy Scouts of America, on va assolir el rang d'Eagle Scout.
El 24 de gener de 1996, Knowles va ensopegar amb una mànega en un espectacle de records i li va paralitzar parcialment les cames. Aleshores, "com l'asmàtic Scorsese de 12 anys, o el prodigi Coppola afectat per la poliomielitis", va escriure, es va adonar que el seu destí era convertiu-se en periodista de pel·lícules a Internet.

## Carrera
La seva primera feina semiprofessional va ser proporcionar informes de taquilla de cap de setmana al Drudge Report.

### Ressenyador
Després de comprar un ordinador l'any 1994, Knowles va començar a navegar per Internet i va començar a freqüentar grups de notícies per intercanviar xafarderies i rumors amb altres fans sobre les properes pel·lícules. Després de ser atacat pel futur crític de cinema Mike D'Angelo per publicar fitxers d'imatges binaris als grups de notícies, Knowles va llançar el lloc web que es convertiria en Ain't It Cool News en febrer de 1996.

### Aparicions als mitjans
A causa de la popularitat del lloc web, Knowles va ser buscat pels principals mitjans de comunicació, incloses revistes, diaris i programes de notícies de televisió. L'any 2000, va ocupar el lloc número 95 a la Forbes Celebrity 100. Knowles ha fet aparicions com a convidat als programes de televisió Siskel & Ebert & the Movies i Politically Incorrect.
Knowles apareix al documental For the Love of Movies: The Story of American Film Criticism com a defensor de la crítica cinematogràfica a Internet; articula la diferència entre els crítics més grans i els més joves i defensa les pel·lícules de Michael Bay, a més de ser un dels primers grans crítics a defensar el favorit del gènere Adam Green.

### Esdeveniments cinematogràfics

#### Butt-Numb-a-Thon

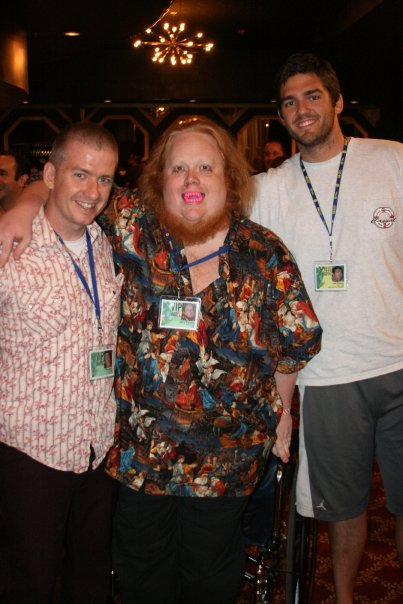
Harry Knowles (centre) amb Tim League (lesquerra) i Cole Dabney al Fantastic Fest de 2010

Del 1999 al 2016, el cap de setmana més proper al seu aniversari (11 de desembre), Knowles va organitzar un esdeveniment anomenat Butt-Numb-A-Thon. L'esdeveniment, també conegut com Geek Christmas, era una celebració de 24 hores de cinema, amb estrenes no oficials i pel·lícules d'època, des de clàssics reimpresos per a la pantalla gran fins a rars, estranys i inesperats. Els aficionats al cinema i els professionals van viatjar d'arreu dels Estats Units i del món per assistir a l'esdeveniment, que es va celebrar a Austin al South Lamar Alamo Drafthouse. BNAT va ser anomenada "la celebració cinematogràfica més exclusiva i misteriosament secreta del món" i "l'esdeveniment cinematogràfic més difícil d'entrar al país". Després de les revelacions d'agressió sexual i acusacions d'assetjament contra Knowles el setembre de 2017, l'Alamo Drafthouse, que havia estat la seu del festival, va posar fi a tota associació amb Knowles.

#### Fantastic Fest
Knowles és cofundador del Fantastic Fest anual, que se celebra a Austin. Va ser fundada l'any 2005 per Knowles, Tim League d’Alamo Drafthouse, Paul Alvarado-Dykstra i Tim McCanlies, guionista de The Iron Giant i Secondhand Lions. El festival se centra en pel·lícules de gènere com ara de terror, ciència-ficció, fantasia, acció, asiàtic i cinema de culte. El festival té lloc al setembre a l'Alamo Drafthouse South Lamar.
El 21 de setembre de 2017, dies abans que apareguessin les denúncies d'agressió sexual contra Knowles, es va anunciar que AICN havia abandonat el patrocini del festival. On September 25, 2017, the Alamo Drafthouse severed all business ties with Knowles.

## Controvèrsies

### Acusacions de comentaris esbiaixats
Knowles assisteix a esdeveniments que s'ofereixen a la premsa, pagats pels estudis de cinema, incloses visites a platós i estrenes de cinema. De vegades han sorgit preguntes sobre la imparcialitat resultant dels seus articles i ressenyes.Per exemple, després d'haver estat convidat a l'estrena de Godzilla, va donar a la pel·lícula una crítica molt positiva, mentre que a la gran majoria dels crítics no els va agradar pel·lícula.

### Història falsa dels nominats a l'Oscar
A principis de l'any 2000, Knowles va publicar materials robats de l'ordinador de casa d'un empleat de l'ABC, que Knowles va considerar com a nominats a l'Oscar als Premis Oscar, un dia abans de l'anunci oficial. Quan es van anunciar els nominats reals l'endemà, es va descobrir que els seus finalistes en gairebé totes les categories eren incorrectes. Knowles va reconèixer el seu error quan va quedar clar que estava equivocat, però després va revelar l'adreça IP de la persona l'ordinador de la qual havia estat piratejat, cosa que va agreujar l'error. L'Acadèmia va considerar demandar a Knowles per infracció de marques registrades i drets d'autor, però finalment va decidir no fer-ho.

### Plet amb Uwe Boll
El cineasta Uwe Boll fa temps que s'ha enfrontat a Knowles, titllant-lo de "retard" en resposta a les seves crítiques, i acusant-lo de ser "interpretat" per estudis de cinema que "li van besar el cul" amb visites al plató i un fals interès a produir pel·lícules per a ell i suggerint a Knowles que la raó per la qual l'odia és perquè "Mai et vaig besar el cul, Harry."

### Visita del repartiment deLa matança de Texas
Knowles afirma que a la seva tercera festa d'aniversari, va rebre la visita de tot el repartiment de La matança de Texas. Knowles conserva records extremadament detallats i feliços de l'esdeveniment, inclòs el fet de rebre una cistella plena d'elements de part del cos esquarterats de Gunnar Hansen (l'actor que va interpretar a Leatherface), així com tallar el seu pastís d'aniversari amb la motoserra real utilitzada a la pel·lícula. Hansen va negar rotundament que això hagi passat mai.

### Denúncies d'agressió sexual
El 23 de setembre de 2017, es va informar a IndieWirei va circular en altres mitjans nacionals que Knowles suposadament havia agredit sexualment una dona anomenada Jasmine Baker en dues ocasions el 1999 i el 2000 en els esdeveniments d'Alamo Drafthouse a Austin; a més, Baker va declarar que, tot i que els cofundadors de Drafthouse, Tim i Karrie League, es van horroritzar en assabentar-se de l'incident, "no sabien què fer" i va suggerir que ella "només va evitar" Knowles, que va negar l'acusació.
En resposta a la història, diversos col·laboradors de Ain't It Cool News van renunciar al lloc. L'escriptora d' Ain't It Cool Horrorella va anunciar la seva marxa el 24 de setembre. Els escriptors Steve Prokopy, que utilitzava el pseudònim "Capone", i Eric Vespe, conegut com "Quint", que havien estat al lloc des dels seus inicis, va anunciar el 25 de setembre que abandonarien AICN.
El 25 de setembre, el propietari d'Alamo Drafthouse, Tim League, va anunciar que la companyia, el teatre de la qual havia servit com a seu del festival anual de cinema Butt-Numb-A-Thon que organitzava Knowles, havia trencat tots els vincles amb Knowles com a conseqüència de la controvèrsia, mentre que l'Associació de Crítics de Cinema d'Austin va votar per eliminar Knowles com a membre del grup.
El 26 de setembre, quatre dones més s'havien presentat a les xarxes socials i a través d'entrevistes amb IndieWire per acusar Knowles d'agressió sexual i assetjament sexual.
Després de la publicació de les denúncies addicionals de les dones, Knowles va anunciar a les xarxes socials el 26 de setembre de 2017 que estava prenent una excedència a Ain't It Cool News.
L'11 de març de 2020, Knowles va publicar "UNA DISCULPA" al lloc, tres anys després de les acusacions.

### Crítica de l'escriptura
Les ressenyes de Knowles s'han descrit com a misògines. En una peça retrospectiva del 2022, l'escriptor de Slate Jason Bailey va batejar la seva ressenya de Blade II com "probablement la pitjor crítica de pel·lícules mai publicada, almenys en un punt destacat", destacant els seus nombrosos defectes tècnics, anàlisi superficial de la pel·lícula i metàfores gràfiques esteses que comparen l'experiència visual amb un cunnilingus.

## Crèdit a pel·lícules
- The Ballad of the Sad Café (1991)
- Colin Fitz Lives! (1997)
- The Faculty (1998)
- Monkeybone (2001)
- Fantasmes de Mart (2001)
- The Texas Chainsaw Massacre (2003)
- No Pain, No Gain (2005)
- Pathogen (2006)
- Zombie Girl: The Movie (2008)
- My Sucky Teen Romance (2011)
- Comic-Con Episode IV: A Fan's Hope (2011)